# Пасманик, Даниил Самойлович
Даниил Самойлович Пасманик, Даниель Бен-Самуэли (1869, Гадяч — 1930, Париж) — русский публицист и общественный деятель еврейского происхождения, врач, приват-доцент медицинского факультета Женевского университета (1899—1905), деятель сионистского движения. С 1917 года — член ЦК Партии кадетов. Участник Белого движения.

## Биография
Окончил медицинский факультет Цюрихского университета, работал врачом в Болгарии, в 1899—1905 годах — доцент медицинского факультета Женевского университета. С 1905 года жил в России, член ЦК Партии сионистов в 1906-1917 годах. Сотрудник журналов «Еврейская жизнь», «Рассвет», автор работ по медицине.
В 1915-17 годах — врач полевого госпиталя во время Первой мировой войны.

### В Крыму
20 февраля 1917 года тяжело больным доставлен в Ялтинский госпиталь. 3 марта 1917 года вступил в конституционно-демократическую партию и примкнул к её правому крылу. В Ялте редактировал газету «Ялтинский голос», а переехав в Симферополь, — губернскую газету кадетов «Таврический голос». Был противником власти Советов и Временного правительства, поддерживал Корниловский путч. Содействовал генералу М. В. Алексееву в борьбе с большевизмом. В Крыму жил до 3 апреля 1919 года.
Князь В. А. Оболенский писал: «Редактор „Таврического Голоса“ был довольно талантливый публицист — доктор Пасманик, мой партийный товарищ… Перед концом крымского правительства… Пасманик помещал в своей газете громовые статьи против этих трусливых граждан, сеющих неосновательную панику среди населения, и утверждал, что славная Добровольческая армия сумеет защитить Крым от „большевистских банд“. Сам он, однако, сказав нам, что едет на несколько дней в Ялту, сел там на пароход и исчез».

### В эмиграции
Во Франции с 1919 года. Редактор (вместе с В. Л. Бурцевым) газеты «Общее дело». Автор статьи «Чего же мы добиваемся?», опубликованной в сборнике «Россия и евреи» (Берлин, 1924), и многих других сочинений.

## Сочинения
- Неклассовой характер сионизма — Санкт-Петербург : Евр. жизнь, 1905. — 16 с.
- Экономическое положение евреев в России — Одесса : Кадима, 1905. — 52 с.
- Критика «теорий» Бунда — Одесса : Кадима, 1906. — 64 с.
- Судьбы еврейскаго народа. Проблемы еврейской общественности — [Москва] : САФРУТ, 1917. — 237, III с.
- Что такое еврейская национальная культура? — Одесса : Восход, [19??]. — 19 с.
- «Революционные годы в Крыму». Париж, 1926. 212 с.
- «Что такое иудаизм?»